# Ruta Nacional 153 (Argentina)
La Ruta Nacional 153 es una carretera argentina, que se encuentra en el sudoeste de la Provincia de San Juan y el noroeste de la Provincia de Mendoza. En su recorrido de 109 kilómetros une la Ruta Nacional 40 en la ciudad sanjuanina de Media Agua con la Ruta Nacional 149 en el límite interprovincial.
Antes de 2006 tenía jurisdicción provincial. En la Provincia de San Juan ésta era la Ruta Provincial 319. Este camino se encuentra en estado intransitable, principalmente en la Provincia de Mendoza. Mientras que el tramo sanjuanino fue pavimentado en 2014.

## Localidades
Los pueblos por los que pasa esta ruta de este a oeste son las siguientes (todas estas localidades tienen menos de 5.000 habitantes), excepto la primera.

### Provincia de San Juan
Recorrido: 58 km (kilómetro 0 a 58).
- Departamento Sarmiento: Media Agua (kilómetro 0), Los Berros (km 21) y Pedernal (km 38).

### Provincia de Mendoza
Recorrido: 51 km (km 58 a 109).
- Departamento Las Heras: No hay poblaciones.

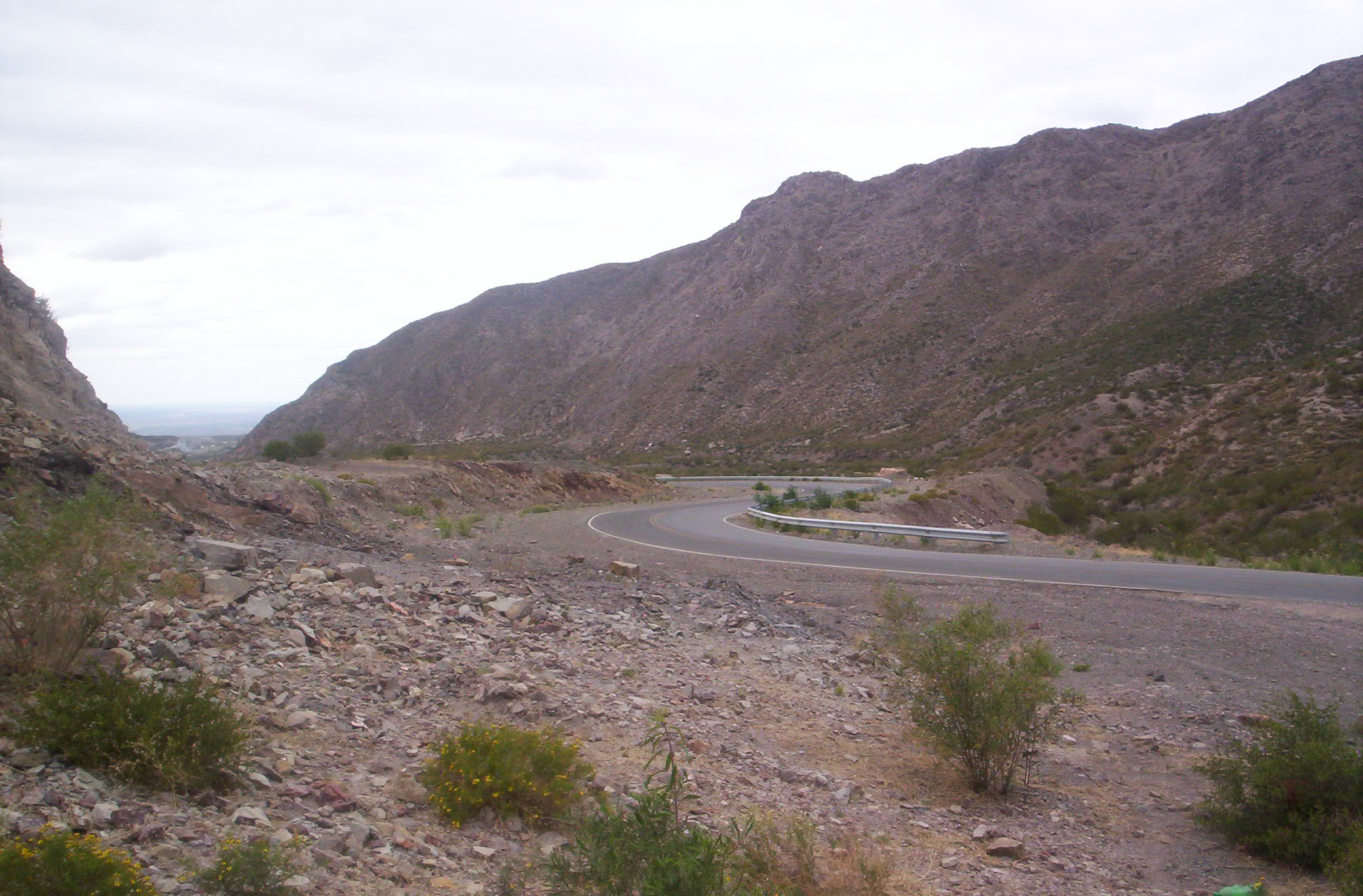
La ruta en Pedernal, San Juan.